# Greta Vitelli
Greta Vitelli (Narni, 10 gennaio 1984) è una karateka italiana, campionessa del mondo e campionessa d'Europa in carica, nonché campionessa italiana in carica dal 2004 ad oggi.
La sua categoria è +68 kg e la sua specialità Kumite.
Vitelli ha anche gareggiato ad alti livelli nella disciplina della lotta libera, ottenendo una medaglia di bronzo ai campionati Italiani di Genova del 2010.

## Biografia
Nasce a Narni, paese in provincia di Terni il 10 gennaio 1984, dove tuttora vive con il papà Massimo, la mamma Rosella ed il fratello Massimiliano.
Diplomata col massimo dei voti al locale istituto tecnico per geometri, è una grande appassionata al disegno.
È amante degli animali.

## Carriera

### Gli inizi
All'età di dieci anni inizia a praticare il karate nella palestra del maestro Claudio Guazzaroni, dove tutt'oggi ancora si allena. Nel 1998 inizia la sua carriera agonistica, ed arriva immediatamente anche il primo titolo italiano conquistato nella categoria esordienti -65 kg.

### La crescita e l'inizio del dominio Italiano
Con l'avanzare dell'età cambiano anche le categorie di combattimento, e la Vitelli passa prima alla categoria Cadetti (2000), poi a quella Juniores (2003) ed infine alla categoria Assoluti, sempre mantenendo un incredibile standard di rendimento che la porta addirittura a combattere più volte in due categorie contemporaneamente con risultati eccellenti.
Il numero di vittorie e piazzamenti è impressionante: nel 2000 è medaglia d'oro nella categoria Cadetti, nel 2001 si conferma della stessa categoria ed è medaglia d'argento nella categoria maggiore, Juniores. Sempre nella categoria Juniores è argento nel 2002 e nel 2003. A soli 19 anni, Greta Vitelli vantava già 4 titoli italiani e quattro medaglie d'argento nelle varie categorie!

### L'inizio della carriera internazionale
Nel 2003 arriva di conseguenza la prima convocazione in Nazionale per disputare il Campionato europeo juniores a Wroclaw in Polonia.
La Vitelli ripaga alla grande la fiducia riposta in lei dai tecnici federali e conquista, al primo tentativo, la sua prima medaglia in una competizione internazionale: la medaglia di bronzo.
A distanza di pochi mesi, sempre nel 2003 arriva immediatamente anche la seconda medaglia internazionale, argento al Campionato mondiale juniores a squadre a Marsiglia.
Il 2004 è per Greta l'anno della svolta definitiva: vince un altro bronzo al Campionato europeo juniores a Rijeka in Croazia, e riceve la prima convocazione per la Nazionale Seniores, ripagata come sempre da una immediata medaglia: d'argento nella gara a squadre al Campionato europeo seniores a Mosca in Russia.
Ma il vero capolavoro la campionessa narnese lo compie in territorio italiano. Ormai abituata a competere su due categorie, la Vitelli riesce nell'impresa di vincere contemporaneamente ben 3 medaglie d'oro ai campionati Italiani: oro nella categoria Juniores, oro nella categoria Assoluti ed oro nella categoria Assoluti a squadre, portando a 5 il totale di medaglie vinte nel 2004.

### Il passaggio al GS Forestale Roma
Il 2005 si apre con una medaglia di bronzo ai Giochi del Mediterraneo di Almeria in Spagna, e nello stesso anno arriva anche il secondo oro consecutivo ai Campionati assoluti italiani ed il bronzo a squadre. Mentre però il dominio italiano continua ininterrotto con altre medaglie d'oro conquistate sia in singolo che a squadre agli Assoluti del 2006 e 2007, a livello internazionale la Vitelli attraversa un periodo di pausa, e per due anni non ottiene risultati significativi al di fuori dell'Italia.
La pausa però dura poco ed il 2008 porta grandi soddisfazioni, con una medaglia d'argento vinta agli europei seniores a squadre a Tallin in Estonia, ed un bronzo ai Campionati mondiali seniores a squadre di Tokyo in Giappone. Questi risultati, uniti ad un'altra doppietta (singolo e squadre) di ori agli Assoluti Italiani, fanno sì che sempre nel 2008 Greta entri a far parte del Gruppo Sportivo Forestale Roma, che è ancora la sua società di appartenenza.

### L'oro mondiale
Archiviato velocemente il 2009 con un'altra doppietta agli Assoluti italiani, con un oro a squadre (quarto consecutivo) ed un oro nel singolo (sesto, di quelli che ad oggi sono nove, consecutivo) la Vitelli inizia a focalizzare la sua preparazione su quello che è il massimo obiettivo possibile della sua carriera. Il Campionato mondiale seniores di Belgrado, in Serbia. E come sempre, sotto massima pressione Greta dà il meglio di sé demolendo via via tutte le avversarie e sconfiggendo in finale la quotatissima francese Nadège Aït Ibrahim.
Il 30 ottobre 2010 Greta Vitelli entra quindi nella storia del karate italiano come prima atleta ad aver mai vinto un campionato mondiale di kumite femminile, conquistando uno storico oro individuale al Campionato del mondo seniores.
La Vitelli chiude un incredibile 2010 con il seguente record: Oro Mondiale Seniores, Oro agli Assoluti italiani nel singolo, Argento ai Campionati Europei Seniores a squadre, Argento ai campionati Assoluti Italiani a squadre.
Non appagata da questa incredibile serie di successi, trova anche il modo per iniziare a cimentarsi in un'altra disciplina di combattimento: la lotta libera. Dopo pochi mesi di allenamento, ottiene uno strabiliante terzo posto ai campionati italiani assoluti del 2010

### L'oro europeo e gli altri record
Il 2011 riserva alla Vitelli un'altra doppietta ormai usuale agli assoluti italiani, e scorre velocemente come un anno di allenamento mirato alla conquista dell'unico grande trofeo che ancora le manca: l'oro nel singolo agli europei seniores,
L'allenamento dà i frutti sperati considerando che nel maggio 2012, a Tenerife in Spagna, Greta Vitelli riesce nell'impresa di aggiudicarsi anche il titolo Europeo, battendo in finale l'atleta ceca Radka Krejcova e contribuendo in maniera determinante al primo posto della nazionale italiana nel medagliere finale.
Dal 1998 ad oggi Greta Vitelli hain totale conquistato 20 titoli italiani nelle varie classi di età, oltre a numerose medaglie in tornei internazionali.
È attualmente imbattuta ai campionati assoluti italiani seniores da 8 anni, avendo ormai raggiunto la striscia di 9 titoli italiani consecutivi, dal 2004 ad oggi.
Questi successi le hanno fruttato il V DAN di grado, la qualifica di allenatore di karate, due medaglie al valore atletico (una d'oro e una di bronzo), e la Stella d'oro assegnata dallo stato maggiore della difesa.

## Palmarès completo

### Squadre

#### Titoli nazionali
- Oro ai Campionati Italiani a Squadre Assoluti 2004, 2006, 2007, 2008, 2009, 2011
- Argento ai Campionati Italiani a Squadre Assoluti 2010
- Bronzo ai Campionati Italiani a Squadre Assoluti 2003,2005

#### Titoli Internazionali
- Argento ai Campionati Mondiali Junior a Squadre 2003
- Argento ai Campionati Europei Assoluti a Squadre 2004,2008,2010
- Bronzo ai Campionati Mondiali Assoluti a Squadre 2008

### Individuale

#### Competizioni giovanili
- Oro ai Campionati Italiani Esordienti 1998
- Oro ai Campionati Italiani Cadetti 2000, 2001
- Oro ai Campionati Italiani Juniores 2003,2004
- Argento ai Campionati Italiani Cadetti 1999
- Argento ai Campionati Italiani Juniores 2001,2002
- Bronzo ai Campionati Europei Juniores Individuali 2003,2004

#### Titoli Nazionali
- Oro ai Campionati Italiani Assoluti 2004, 2005, 2006, 2007, 2008, 2009, 2010, 2011, 2012
- Argento ai Campionati Italiani Assoluti 2003
- Bronzo ai Campionati Italiani Assoluti di Lotta Libera 2010

#### Titoli Internazionali
- Oro ai Campionati Mondiali Assoluti 2010
- Oro ai Campionati Europei Assoluti 2012
- Bronzo ai Giochi del Mediterraneo 2005

## Riconoscimenti
- Medaglia d'oro al valore atletico
- Medaglia di bronzo al valore atletico
- Stella d'oro dello stato maggiore della difesa